# Cristina Scabbia
Cristina Scabbia (născută Cristina Adriana Chiara Scabbia la 6 iunie 1972, Milano) este o cântăreață și compozitoare italiană de muzică heavy metal, fiind remarcată pentru activitatea sa ca voce feminină din cei doi soliști ai formației italiene de gothic metal, Lacuna Coil.